# Beauficel-en-Lyons
Beauficel-en-Lyons – miejscowość i gmina we Francji, w regionie Normandia, w departamencie Eure.
Według danych na rok 1990 gminę zamieszkiwało 150 osób, a gęstość zaludnienia wynosiła 21 osób/km² (wśród 1421 gmin Górna Górnej Normandii Beauficel-en-Lyons plasuje się na 749. miejscu pod względem liczby ludności, natomiast pod względem powierzchni na miejscu 525.).